# 삼남석유화학
삼남석유화학은 대한민국의 석유화학기업이다.

## 역사
- 1988년 - 회사설립
- 1990년 - 여수공장이 준공되었다.

## 제품
- 테레프탈산

## 공장 및 사업장
- 본사: 서울특별시 종로구 종로33길 31
- 여수공장: 전남 여수시 여수산단로 955